# Michel Forst
Michel Forst és un activista internacional d'origen francès involucrat en la defensa dels drets humans. Ex-secretari general de la institució nacional francesa pels drets humans, d'ençà 2014 és un informador de l'Organització de les Nacions Unides sobre la situació dels defensors dels dret humans.
Després de graduar-se en estudis de salut, teologia i llengües, va comença la seva carrera ensenyant la llengua alemanya. Llavors va esdevenir director en institucions de salt social en el camp de la infantesa, tercera edat i persones en situació de pobresa extrema. El 1989 és director executiu d'Amnistia Internacional a França durant 10 anys.
El 2008, Frost va ser nomenat expert independent en la situació dels drets humans a Haití. Del 2012 al 2013 és president del comitè de coordinació del consell de drets humans de les Nacions Unides. El juny del 2014 esdevé informador especial de les Nacions Unides sobre els defensors dels drets humans.
El gener de 2021, fou una de les 50 personalitats que signar el manifest «Dialogue for Catalonia», promogut per Òmnium Cultural i publicat a The Washington Post i The Guardian, a favor de l'amnistia dels presos polítics catalans i del dret d'autodeterminació en el context del procés independentista català. Els signants lamentaren la judicialització del conflicte polític català i conclogueren que aquesta via, lluny de resoldre'l, l'agreuja: «ha comportat una repressió creixent i cap solució». Alhora, feren una crida al «diàleg sense condicions» de les parts «que permeti a la ciutadania de Catalunya decidir el seu futur polític» i exigiren la fi de la repressió i l'amnistia per als represaliats.